# Zhuge Jun
Zhuge Jun (诸葛均; fl. II-III secolo) è stato un politico cinese è stato il terzo figlio di Zhuge Gui e il fratello minore di Zhuge Liang.

## Biografia
Nacque a Langye e dopo la morte del padre, Zhuge Liang partì per Yuzhang e Zhuge Jun lo accompagnò. Zhuge Jun seguì Zhuge Liang nel suo servizio presso Liu Bei e ottenne la carica di colonnello del fiume di Chang.